# Unonopsis costanensis
Unonopsis costanensis là loài thực vật có hoa thuộc họ Na. Loài này được Maas & Westra mô tả khoa học đầu tiên năm 2007.